# Podilla (rejon tarnopolski)
Podilla (ukr. Поділля) – wieś na Ukrainie, w obwodzie tarnopolskim, w rejonie tarnopolskim, w hromadzie Skałat. W 2001 roku liczyła 499 mieszkańców.
Do 1960 roku miejscowość nosiła nazwę Poznanka (ukr. Пізнанка, Piznanka).
W II Rzeczypospolitej wieś Poznanka Gniła znajdowała się w powiecie skałackim województwa tarnopolskiego. W 1939 r. liczyła ona 1292 mieszkańców, z których 30% stanowili Polacy. W latach 1943–1945 nacjonaliści ukraińscy z OUN-UPA zamordowali tutaj 6 Polaków, w tym plut. WP Jana Domańskiego, oraz 1 Rosjanina.
W latach 1940-1962 miejscowość należała do rejonu skałackiego, a w latach 1963-2020 do  rejonu podwołoczyskiego.